# Vladimir Kiriakovič Triandafillov
Vladimir Kiriakovič Triandafillov (in russo Влади́мир Кириа́кович Триандафи́ллов?; Kars, 14 marzo 1894 – Unione Sovietica, 12 luglio 1931) è stato un generale e teorico militare sovietico.

## Biografia
Nacque il 14 marzo 1894 nel villaggio di Magaradzhik presso Kars, allora nell'Impero russo (oggi in Turchia), da genitori greci del Ponto. Il nome della famiglia deriva da triantáfyllo, termine greco per la rosa. Dopo che la famiglia si trasferì in Russia, si diplomò alla scuola militare per praporshchik (grado dell'esercito imperiale russo assibilabile a quello di alfiere) nel 1915, per poi combattere nella prima guerra mondiale, raggiungendo il grado di capitano. Durante la guerra civile russa militò nell'Armata Rossa e divenne comandante di una brigata combattendo su vari fronti. Nel 1923, fu nominato capo della direzione delle operazioni dello stato maggiore sovietico.
Scrisse due fondamentali opere di dottrina militare: Estensione delle operazioni degli eserciti moderni, pubblicato nel 1926, e Caratteristiche delle operazioni degli eserciti moderni, pubblicato nel 1929. In questi due lavori, elaborò la sua teoria delle operazioni in profondità circa la guerra del futuro. L'obiettivo di un'operazione in profondità è provocare il collasso del sistema difensivo del nemico, attaccando simultaneamente tutta l'estensione delle sue forze di terra, attraverso l'utilizzo di agili formazioni che ne colpiscano le retrovie annullandone la capacità di riorganizzare le difese.
Suo cugino Stillian Triandafillov, direttore dell'NKVD, fu deportato in Siberia e ucciso durante la repressione staliniana.
Vladimir Triandafillov morì in un incidente aereo il 12 luglio 1931 e fu sepolto nella necropoli delle mura del Cremlino. La qualità dei suoi lavori fu riconosciuta durante la seconda guerra mondiale: Georgij Žukov disse che i suoi successi erano dovuti all'essersi strettamente attenuto alla dottrina delle operazioni in profondità.